# De Nationale Opera

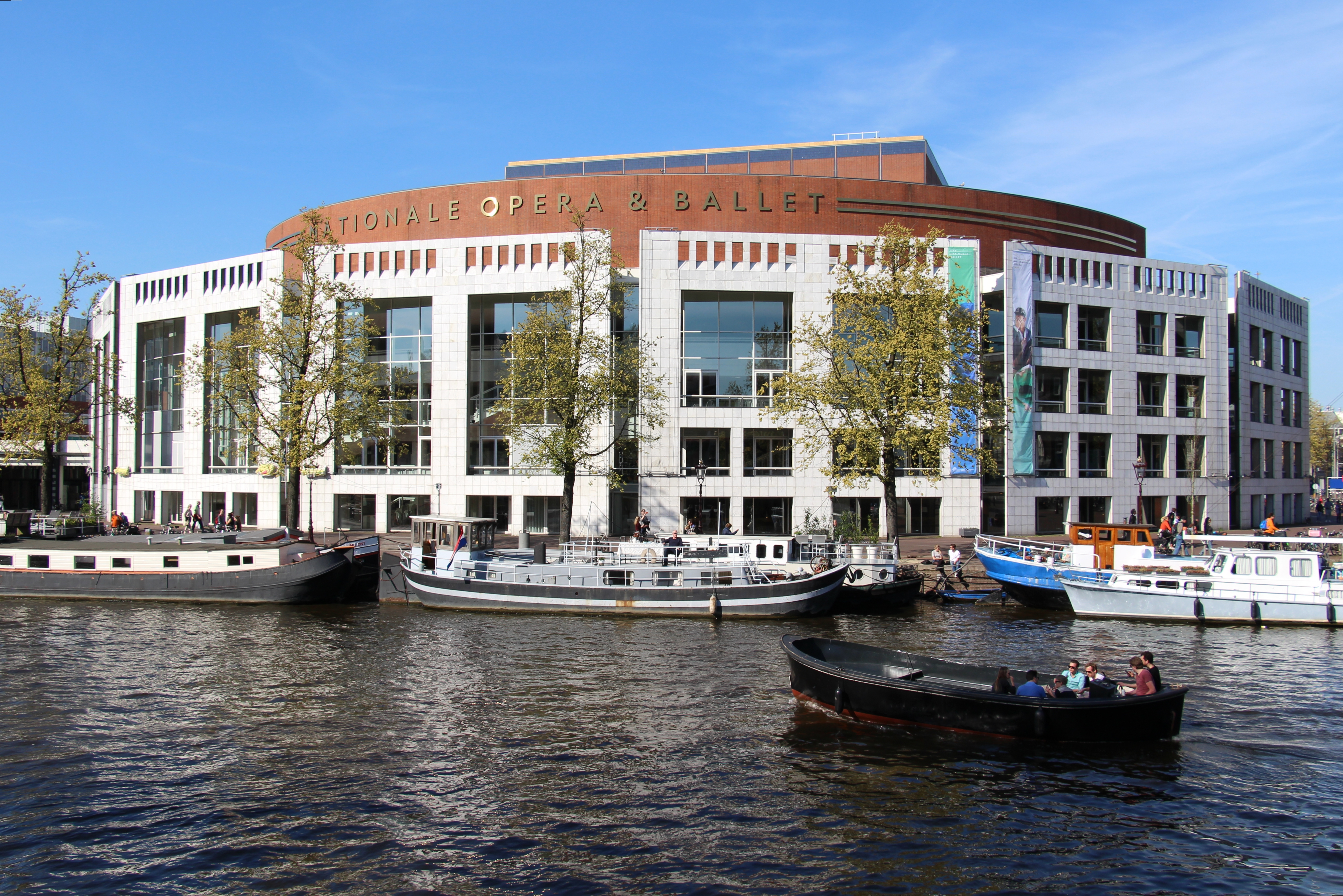
Nationale Opera & Ballet bespelen het Muziektheater aan de Amstel.

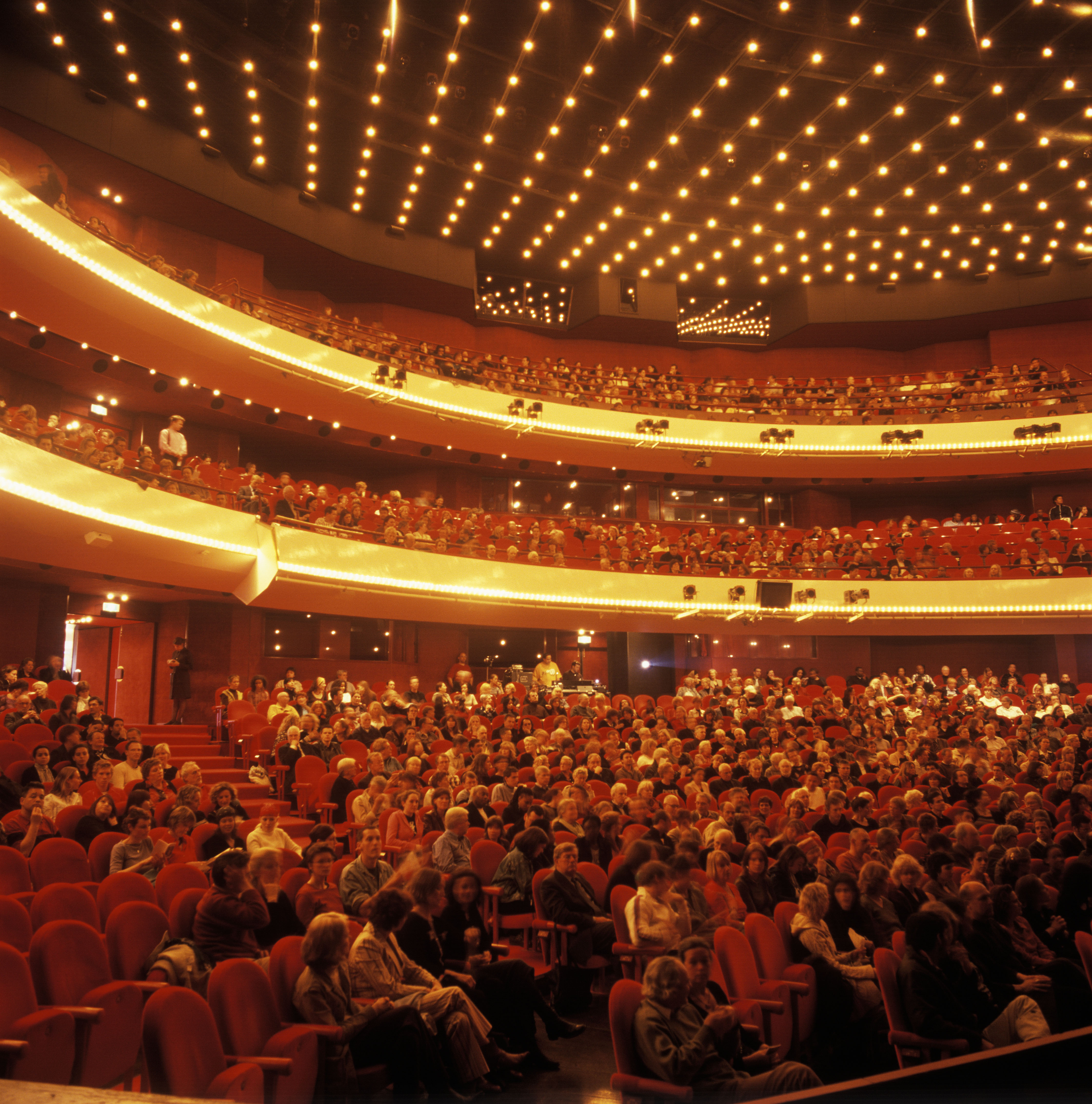
De zaal van het Muziektheater.

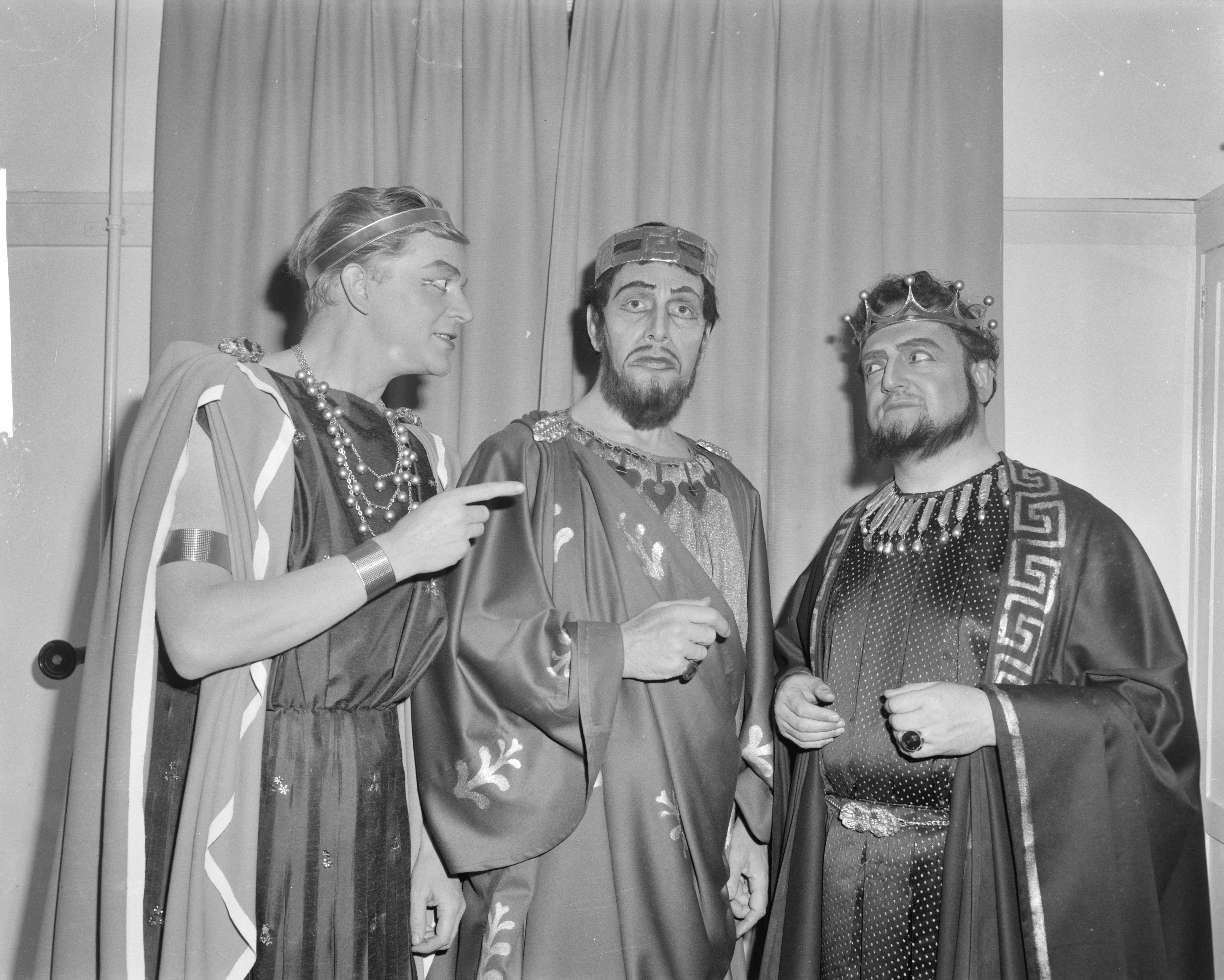
De Nederlandse Opera in 1962

De Nationale Opera (voorheen De Nederlandse Opera) is een Nederlands operagezelschap, onderdeel van Nationale Opera & Ballet, gevestigd te Amsterdam.

## Geschiedenis
Na de Tweede Wereldoorlog werd de Nederlandse Opera opgericht, een repertoiregezelschap met een vast ensemble. Het gezelschap ging op tournee door het hele land met het accent op Amsterdam, Den Haag, Rotterdam en Utrecht. De Stadsschouwburg van Amsterdam, waar de meeste voorstellingen plaatsvonden, gold als thuisbasis. In 1964 kreeg de Opera de naam De Nederlandse Operastichting. Tevens veranderde de aard van het gezelschap: het werd een 'stagione'-gezelschap: voor iedere productie werden andere solisten en een ander artistiek team aangetrokken. Repetities en premières vonden plaats in het Circustheater te Scheveningen. Op 17 november 1965 speelden ze hun eerste productie: Der Rosenkavalier van Richard Strauss.
In 1986 vond een grote verhuizing plaats: het Circustheater en de Stadsschouwburg werden ingeruild voor het nieuwgebouwde Amsterdamse Muziektheater aan de Amstel. Vanaf dat moment heette het gezelschap De Nederlandse Opera (DNO) en was het een van de vaste bespelers van het Muziektheater, naast Het Nationale Ballet. Op 17 februari 2014 fuseerden beide gezelschappen en sindsdien opereert De Nederlandse Opera onder de naam De Nationale Opera, als onderdeel van Nationale Opera en Ballet.

## Organisatie
In totaal werken ongeveer honderd mensen in vaste dienst bij De Nationale Opera op de diverse afdelingen, zoals Dramaturgie, Artistieke Zaken, Communicatie en Planning. Decors, kostuums, pruiken en rekwisieten worden in eigen ateliers ontworpen en gemaakt. Deze bevinden zich in het Muziektheater en in het decoratelier in Amsterdam-Zuidoost. In de ateliers en op andere afdelingen van De Techniek van Nationale Opera & Ballet, zoals de toneeldienst, belichting en bij de voorstellingsleiding, werken in totaal circa 250 personen.
De Nationale Opera produceert per jaar gemiddeld elf producties. De meeste voorstellingen worden gegeven in Nationale Opera & Ballet (voorheen Het Muziektheater Amsterdam). Sommige opera's zijn te zien in de Stadsschouwburg Amsterdam, Koninklijk Theater Carré, op het terrein van de Westergasfabriek en in het Muziekgebouw aan 't IJ. Over het algemeen is het bezettingspercentage van de voorstellingen bijna honderd procent. Vaak staat per seizoen een operaproductie geprogrammeerd in coproductie met het Holland Festival. Ook bestaat sinds 2016 het 'Opera Forward Festival', waar het gezelschap meerdere moderne, en vaak nieuwe opera's presenteert in verschillende theaters in Amsterdam.
DNO heeft een eigen koor, dat bestaat uit circa zestig leden, maar geen eigen orkest. In 1985 werd het Nederlands Philharmonisch Orkest opgericht, een uit drie orkesten samengesteld fusieorkest dat sindsdien een groot deel van de opera's begeleidt, al worden ook andere symfonieorkesten en ensembles ingeschakeld. 
In 2016 won DNO de Opera Company of the Year Award.

## Medewerkers

### Leiding
In 1971 werd Hans de Roo de eerste intendant. In 1976 kreeg De Roo de Prijs van de Vereniging van Nederlandse theatercritici voor het artistieke beleid bij de opera. In 1985 nam Hans de Roo afscheid en werd Jan van Vlijmen intendant. In 1986 trad Hartmut Haenchen aan als chef-dirigent en in 1987 werd Truze Lodder tot zakelijk directeur benoemd. In 1988 werd Pierre Audi de artistiek directeur van het gezelschap en sinds 1 januari 2013 was hij mededirecteur van het fusiegezelschap Nationale Opera en Ballet. In 2018 nam Audi afscheid en volgde Sophie de Lint hem op. Audi was met dertig jaar de langst zittende operadirecteur ter wereld.
Els van de Plas was algemeen directeur van 2012 tot 2020. Ze was als directeur verantwoordelijk voor de fusie van De Nationale Opera (die eerst De Nederlandse Opera heette) met Het Nationale Ballet en voor de verdere positionering van het operahuis en balletgezelschap. Ze werd in februari 2021 opgevolgd door Stijn Schoonderwoerd.
Sinds september 2021 is Lorenzo Viotti chef-dirigent. Hij dirigeert elk seizoen enkele producties van De Nationale Opera, naast concerten met het Nederlands Philharmonisch Orkest. Hij heeft zijn vertrek aangekondig na afloop van het seizoen 2024-2025.

### Chef-dirigent
- Hans Vonk (1976-1985)
- Hartmut Haenchen (1986-1999)
- Edo de Waart (1999-2004)
- Ingo Metzmacher (2004-2008)
- Marc Albrecht (2011-2020)
- Lorenzo Viotti (2021-heden)

### Intendant
- Maurice Huisman (1965-1969)
- Hans de Roo (1971-1985)
- Jan van Vlijmen (1985-1988)
- Pierre Audi (1988-2019)
- Sophie de Lint (2019-heden)

## Programmering

### Lunchconcerten
Wekelijks verzorgt De Nationale Opera lunchconcerten in de publieksfoyer. Op het repertoire staat vocale en instrumentale muziek in kleine bezetting. Deze concerten vinden elke dinsdagmiddag plaats en zijn gratis toegankelijk.

### Opera Forward Festival
Sinds 2016 organiseert de DNO jaarlijks het Opera Forward Festival, waarbij in meerdere Amsterdamse theaters moderne opera's worden geproduceerd. Zo zijn er, naast in het Nationale Opera en Ballet, ook producties te zien in het Stadsschouwburg Amsterdam, het Compagnietheater, Muziekgebouw aan 't IJ en het Westergastheater. Het festival biedt, naast vooral opera's uit de twintigste en eenentwintigste eeuw, ook plek aan nieuw gecomponeerde opera's. Premieres waren er van onder meer Mohammed Fairouz (New Prince, 2017), Daniel Bernard Roumain (We Shall Not Be Moved, 2018),  George Benjamin (Girls of the Golden West, 2019) en Micha Hamel (Caruso a Cuba, 2019).

### Gastprogrammering
Regelmatig treedt De Nationale Opera op in buitenlandse operahuizen en op buitenlandse festivals. Zo was het gezelschap te gast in de Brooklyn Academy of Music en op het Lincoln Center Festival in New York, op het Adelaide Festival in Australië, alsook op de Salzburger Festspiele, in Luxemburg, Tokio en Valencia. Ook programmeert De Nationale Opera met enige regelmaat producties van andere operahuizen.
In oktober 2024 kwam De Nationale Opera negatief in het nieuws toen bekend werd dat de Oekraïense gastregisseur Andriy Zholdak tijdens de repetities voor de voorstelling Fidelio acteurs en figuranten onder meer seksscènes liet spelen die niet in het script stonden, medewerkers ongewenst aanraakte en naar hen schreeuwde en zich autoritair opstelde.